# Downhill

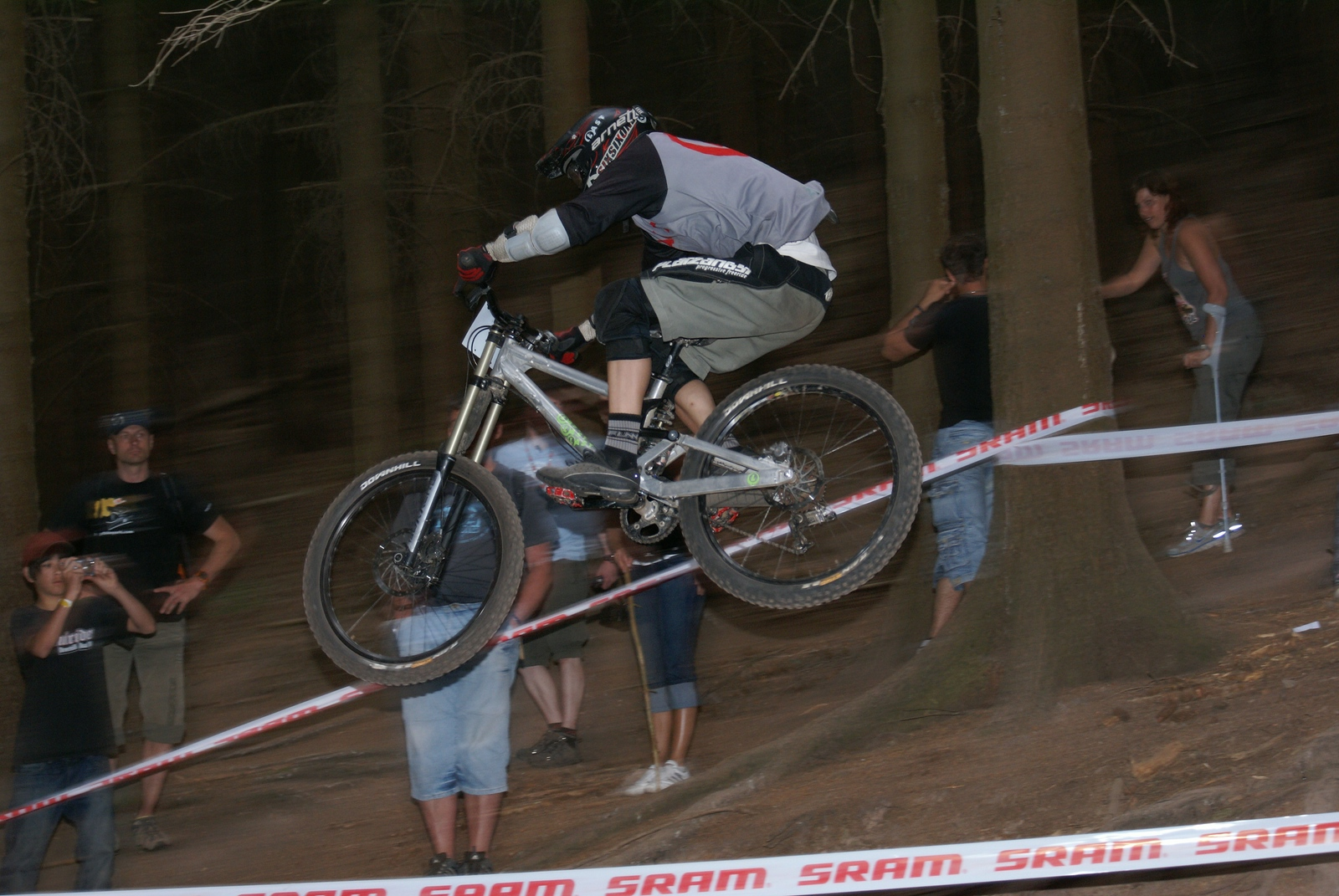
Jonathan Debus podczas mistrzostw Niemiec w Bad Tabarz, w roku 2008

Downhill (DH, po polsku „zjazd”) – jedna z ekstremalnych odmian kolarstwa górskiego, polegająca na indywidualnym zjeździe rowerem na czas po stromych, naturalnych stokach. Ścieżki zjazdowe są często bardzo wąskie, kamieniste czy poprzecinane wystającymi korzeniami. Nierzadko są też urozmaicone uskokami o różnej wysokości (dropami), które są najbardziej widowiskowe, lecz są też powodem najbardziej niebezpiecznych wypadków w zjeździe. W przypadku zawodów startujący zazwyczaj wypuszczani są na trasę z przerwami 30-sekundowymi (od najwolniejszego do najszybszego), jeden przejazd zazwyczaj zabiera od 2 do 5 minut. Czas przejazdu jest mierzony za pomocą „bramek”, przez które przejeżdża zawodnik (podobnie jak w zjeździe narciarskim). Miejsca w klasyfikacji są poukładane według najszybszych czasów, wyścigi często wygrywane są ułamkami sekund.

## Historia
Pierwszy wyścig zjazdowy miał miejsce w Fairfax w Kalifornii, 21 października 1976 roku, na drodze pożarowej dzisiaj znanej jako Repack Road z powodu potrzeby uzupełniania (z ang. repack – uzupełniać) piast po zjeździe (hamulce w piastach, które były wtedy używane, przegrzewały smar, który był w środku, i psuły się, więc trzeba go było uzupełniać). Dziesięciu startujących przejechało 1300 stóp w około 5 minut, zwycięzca Alan Bonds, był jedynym, który dojechał do mety. Pierwsze rowery użyte do zjazdu były znane jako „trzaskacze” (z ang. „clunkers”) albo „rowery gazeciarzy” (z ang. „coaster brake cruisers”) wyposażone w opony dętkowe po raz pierwszy sprowadzone do Ameryki przez Ignatza Schwinna. W 1979 dwóch organizatorów i zarazem uczestników (Charlie Kelley i Gary Fisher) wyścigu Repack założyło firmę MountainBikers, od której nazwy nazwano sport.
Mimo tego że w latach 80. XX wieku kolarstwo zjazdowe ogromnie się rozwinęło, nadal używano sztywnych rowerów bądź amortyzowanych z bardzo ograniczonym skokiem zawieszenia (poniżej 2 cali). Typowo zjazdowe nie były produkowane aż do lat 90. Do wprowadzanych wtedy innowacji zalicza się dwupółkowe widelce amortyzowane, hamulce tarczowe, jak i bardzo kunsztowne projekty ram amortyzowanych.
Z biegiem czasu jeżdżący w innych dyscyplinach zaczęli skupiać się na zjeździe. Szczególnie wielu wśród nich było jeżdżących na BMX, włączając w to mistrzów takich jak John Tomac (Tomac Bikes Team), Micheal Crawley (Team Giant/Marzocchi Bikes), James Palmer (WHHL Bikes) Woosub Song (Team Yeti/Fox Bikes), Brian Lopes (Gt). Ich wpływ jest widoczny w wzroście trudności wielu tras, szczególnie w ilości nowych przeszkód jak hopki czy dropy.
Pierwsze mistrzostwa sygnowane przez UCI w downhillu odbyły się w 1990 roku, w Durango, w Kolorado. Wygrał je owiany już legendą Greg Herbold.
W Polsce pierwsze Mistrzostwa Polski sygnowane przez Polski Związek Kolarski odbyły się w 1999 roku w Szklarskiej Porębie. Wygrał je Szymon Syrzistie.

## Rowery zjazdowe i wyposażenie
Najczęściej rowery zjazdowe ważą w przedziale 16-20 kg, są w pełni amortyzowane i posiadają geometrię odmienną od reszty rowerów górskich. 203 mm (8 cali) skoku zawieszenia jest niejako normą, jakkolwiek są również modele mające nawet 300 mm. Dużej średnicy 203 mm tarczowe hamulce hydrauliczne (podobne budową do motocyklowych czy samochodowych) pozwalają szybko zatrzymać się, nawet przy sporej prędkości. Rowery zjazdowe i freeride'owe są bardzo podobne, choć są między nimi pewne nieznaczne różnice. Głównie zmiany sprowadzają się do niżej osadzonego środka ciężkości, większej bazy kół (to znaczy większej odległości pomiędzy osiami przedniego i tylnego koła) i bardziej płaskiego kąta główki ramy, co owocuje większą stabilnością i bardziej przewidywalnym prowadzeniem roweru podczas skrętów przy dużych prędkościach.
Zazwyczaj stosowane są dwupółkowe olejowo – sprężynowe widelce amortyzowane o skoku 170–203 mm, jednak w ostatnim czasie w ramach redukcji wagi zaczyna się stosować powietrze jako medium amortyzujące, jak również amortyzatory jednopółkowe. Bardzo często podczas zmniejszania masy roweru idzie się na kompromis między wagą a wytrzymałością, stosując lżejsze komponenty z innych dyscyplin rowerowych (np. siodełka szosowe).
Z powodu dużych prędkości uzyskiwanych przez zawodników w trudnym terenie jest to sport bardzo urazowy, mimo stosowania specjalnych osłon („zbroi”), pełnych zestawów ochraniaczy na ręce i nogi oraz kasków ze szczęką. Są one zbliżone wizualnie do motocrossowych, lecz są lżejsze, mniej wytrzymałe oraz nie są dopuszczone do używania na motocyklach.

## Instytucje zarządzające
Union Cycliste Internationale (UCI, Międzynarodowa Unia Kolarska) jest międzynarodową instytucją zarządzającą wyścigami zjazdowymi. Zajmuje się organizacją wyścigów i stanowieniem praw w nich obowiązujących. Startujący walczą o zakwalifikowanie się do startu w imprezach rangi światowej poprzez zbieranie punktów UCI, które są przyznawane przez zajęcie miejsca w pierwszej dziesiątce wyścigów rangi krajowej.
W Polsce organizacją imprez w ramach Pucharu Polski i Mistrzostw Polski zajmuje się Polski Związek Kolarski. Amatorskie mistrzostwa polski w downhillu organizuje Joy Ride, który wchodzi do serii Extreme Series. Głównym organizatorem imprez Joy Ride jest Szymon Syrzistie, wielokrotny mistrz Polski w dual slalomie.
W Stanach Zjednoczonych downhillem zajmuje się NORBA (jako część USA Cycling), w Wielkiej Brytanii zajmuje się tym British Cycling, a w Australii MTBA.

## Galeria

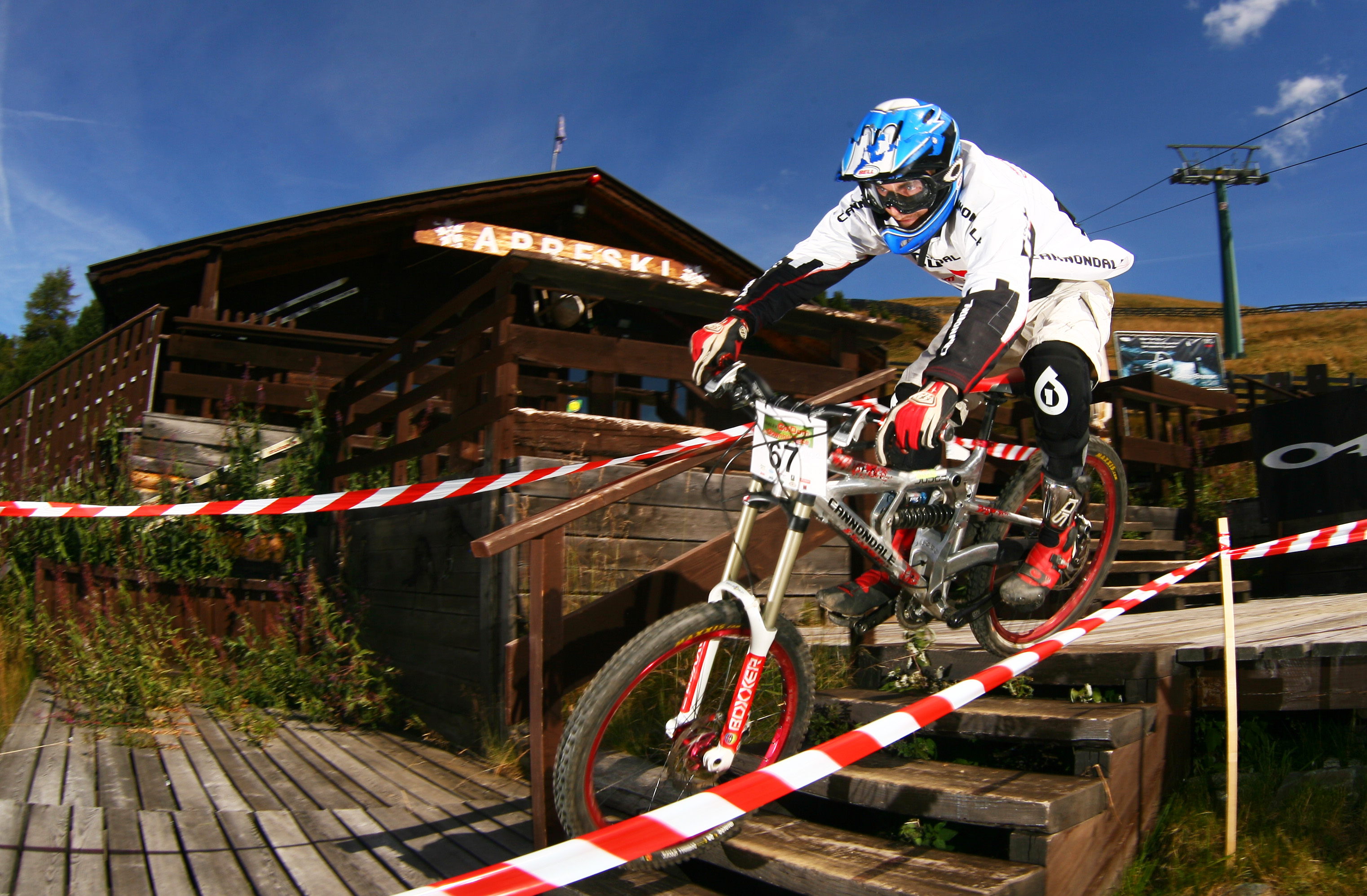
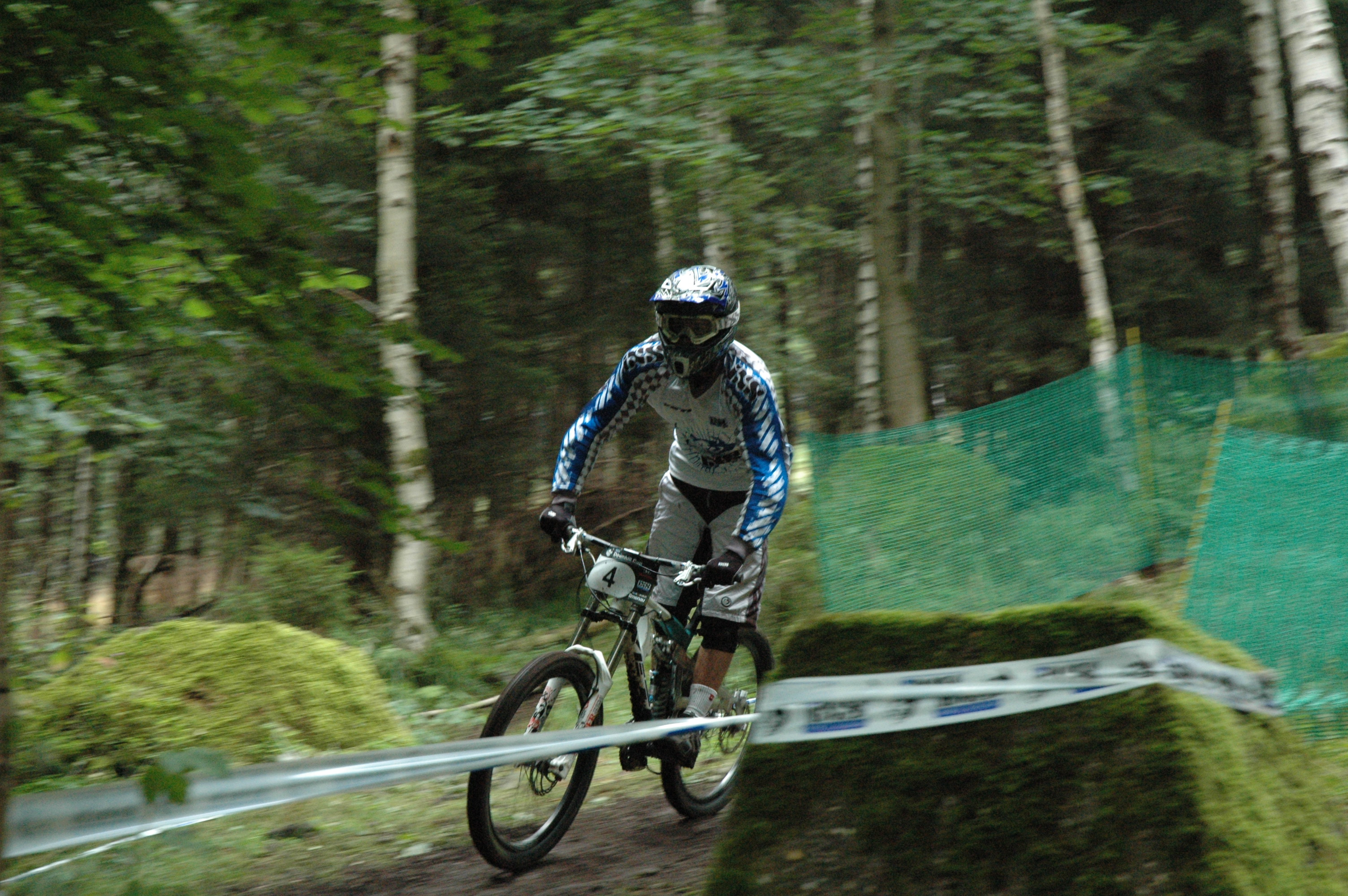
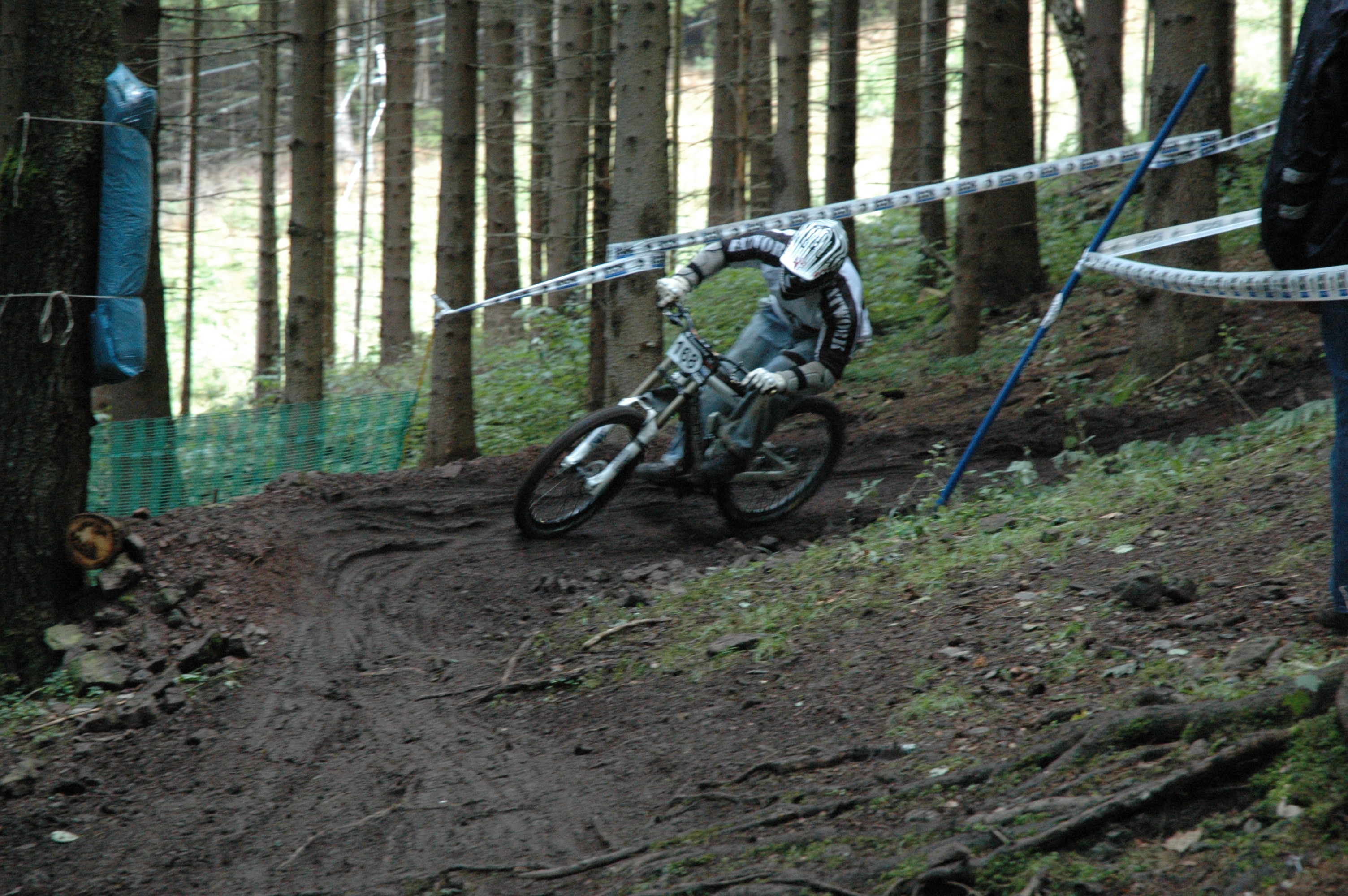
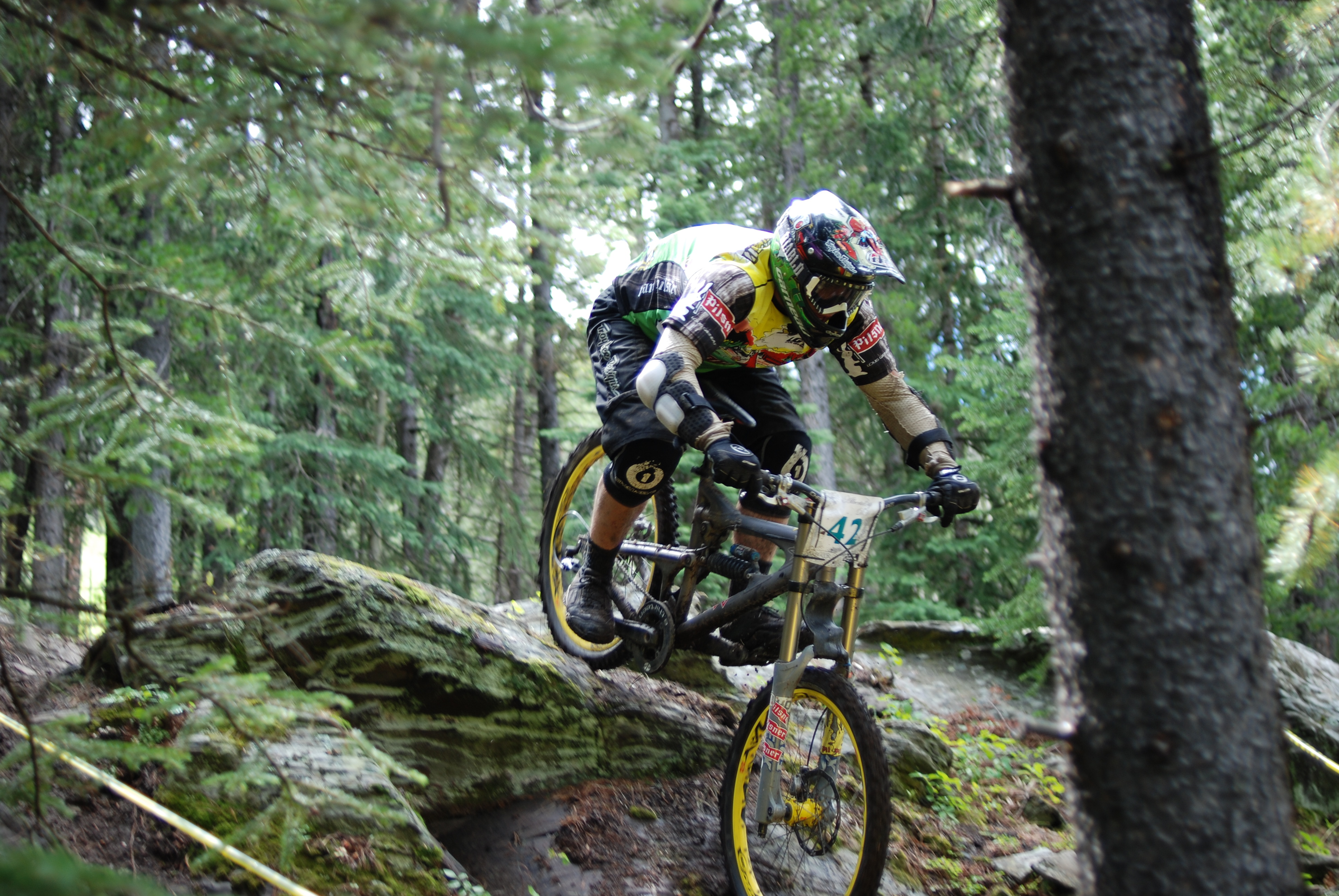